# Homaliodendron pinnatelloides
Homaliodendron pinnatelloides är en bladmossart som beskrevs av Theodor Carl Karl Julius Herzog 1919. Homaliodendron pinnatelloides ingår i släktet Homaliodendron och familjen Neckeraceae. Inga underarter finns listade i Catalogue of Life.